# CZ12
CZ12   (en chino: 十二生肖), también conocida como Zodiaco Chino, es una película de artes marciales de Hong Kong y China estrenada en el año 2012, coproducida, escrita, dirigida y protagonizada por Jackie Chan. Es la tercera parte de la trilogía iniciada con La armadura de Dios (1986) y su secuela Armadura de Dios II: Operación Cóndor.
Estrenada en diciembre de 2012, la película recaudó cerca de 145 millones de dólares en la taquilla china. Chan también obtuvo dos premios Guinnes por su participación en la película en las categorías "mayor cantidad de escenas de riesgo hechas por un actor" y "mayor cantidad de créditos en una sola película".
La película ganó un premio en la categoría "mejor coreografía de acción" en la edición n.º 32 de los Premios de Cine de Hong Kong.

## Sinopsis
La película comienza con Jackie Chan contando la historia del Viejo Palacio de Verano y su saqueo y destrucción por manos de los soldados británicos y franceses en la segunda guerra del Opio. Entre los tesoros robados se encuentran doce cabezas de bronce de los animales del zodíaco chino. En la actualidad, las cabezas de bronce se subastan por millones de euros cada una. La principal compañía que suministra cabezas de bronce y otras reliquias robadas es la MP Corporation. Jackie (JC) es encargado por dicha corporación para encontrar las cabezas de bronce perdidas restantes, con la promesa de un excelente pago si puede recuperarlas todas. JC visita a un hombre llamado Profesor Guan, quien había creado 12 réplicas idénticas para fines de estudio con su equipo de investigadores, haciéndose pasar por un reportero. Cuando se lo deja solo, JC escanea las múltiples cabezas de animales del zodíaco de bronce con guantes especiales para que su organización secreta pueda replicar un modelo realista de ellas. Después va a París a buscar a una mujer llamada Coco, recomendada por el profesor Guan, para obtener más información sobre el paradero de dos cabezas de bronce.
JC, junto con sus compañeros Simon (Kwon Sang-woo), David y Bonnie, se infiltran en una mansión para encontrar dos de las cabezas de bronce. JC logra descifrar la contraseña de una bóveda de alto secreto y encuentra dos cabezas de bronce, una pintura llamada "Las rosas", junto con muchos otros tesoros nacionales valiosos que se cree que se perdieron en su interior. La jugada de JC pronto es descubierta, pero se las arregla para evadir la captura saliendo con todos los objetos de valor. Sin embargo, es descubierto por Coco. Sin tiempo para explicarse, le dice a Coco que se encuentre con él en una casa flotante mientras huye de la seguridad de la mansión. En la casa del barco, JC le dice a Coco que está trabajando para una corporación secreta que está tratando de recuperar todas las reliquias perdidas de China. Los guardias de la mansión asaltan la casa del bote e intentan atacar a JC. Sin embargo, llaman a la policía y todos son arrestados. JC, Coco y Simon son absueltos y liberados.
Tras ser descubierta, MP Corp ordena a JC recorrer la fábrica donde se hacen réplicas casi exactas de las reliquias para venderlas como verdaderas en las subastas. Mientras tanto, se espera que la cabeza de bronce del Dragón obtenga el precio más alto en la subasta, pero nadie lo solicita debido a la creciente presión de los grupos activistas. MP Corp, en un intento de enseñarles a estos grupos una lección, amenaza con arrojar la reliquia a un volcán activo si no se reciben ofertas antes de las 12:00 del mediodía del día siguiente. La fecha límite pasa sin una sola oferta y un cazarrecompensas apodado Buitre lidera a un grupo de tres buceadores para arrojar la reliquia al volcán. JC interviene y, en la lucha subsiguiente, aparentemente muere para evitar que la reliquia caiga en el volcán. Como señal de respeto, Buitre entrega la reliquia a un JC tendido en el suelo. Los propietarios de MP Corp son arrestados por posesión de la pintura "Las rosas". JC sobrevive y se lo ve recuperándose en un hospital y en buenos términos con todos.
.

## Reparto
- Jackie Chan como JC a.k.a. Martin
- Kwon Sang-woo como Simon.
- Liao Fan como David.
- Helen Yao como Coco.
- Zhang Lanxin como Bonnie.

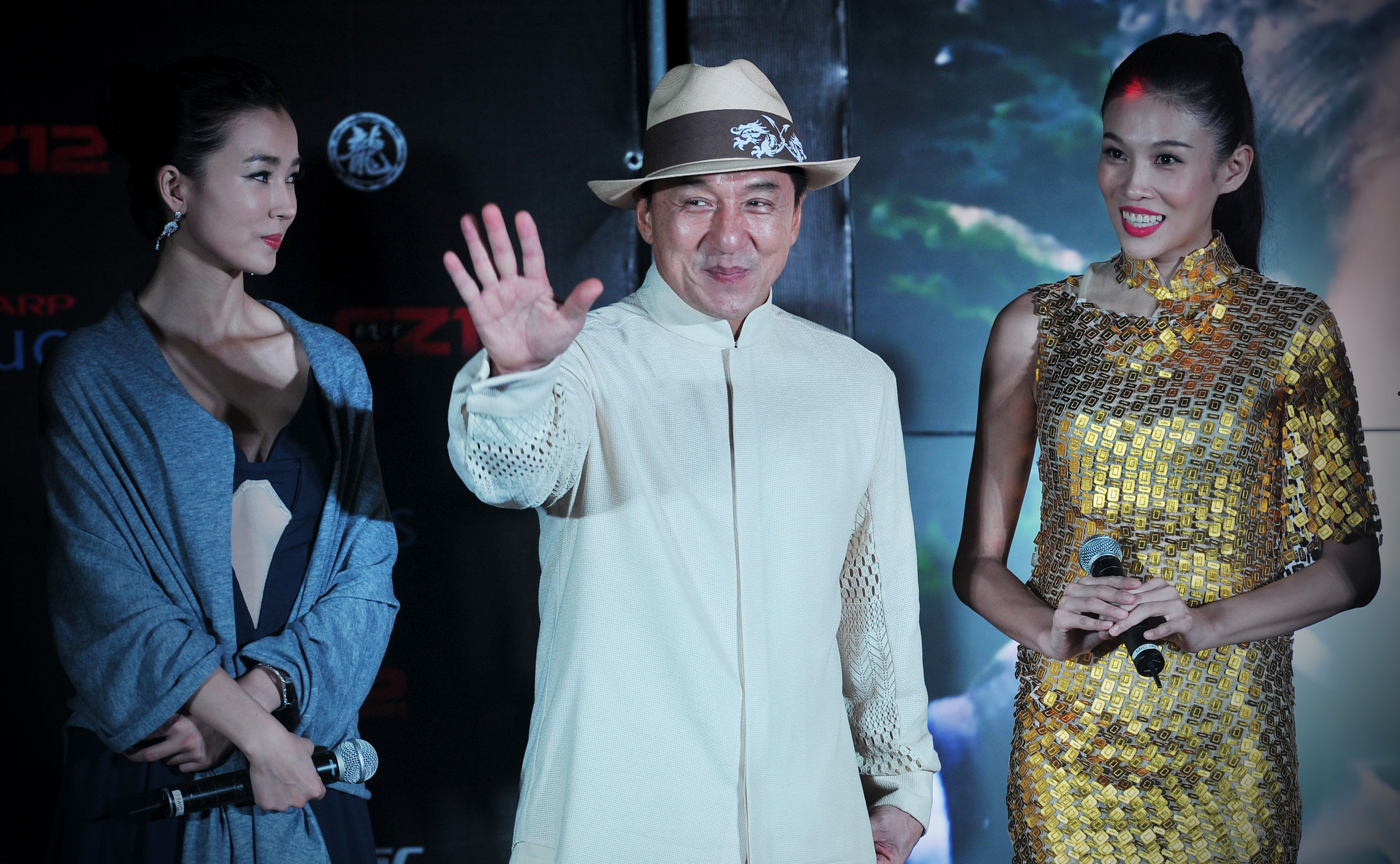
Jackie Chan junto a Zhang Lanxin y Helen Yao en un evento promocional para CZ12.

- Laura Weissbecker como Catherine de Sichel.
- Jonathan Lee como Jonathan Lee.
- Vincent Sze como Michael Morgan.
- David Torok como el guardaespaldas de Michael Morgan.
- Alaa Safi como Buitre.
- Pierre Bourdaud como Pirata.
- Emmanuel Lanzi como Henchman.
- Rosario Amadeo como Pierre.
- Pierre-Benoist Varoclier como Léon.
- Wilson Chen como Wu Qing.
- Oliver Platt como Lawrence Morgan.
- Caitlin Dechelle como Katie.
- Marc Canonizado como Marc.
- Chen Bolin como Wu Qing.

## Producción
Entre abril y mayo de 2012, Jackie Chan grabó algunas escenas en un túnel de viento vertical en Letonia. Otros lugares de filmación incluyen Francia, China, Taiwán y Vanuatu. Jean-Yves Blondeau, inventor del traje rodante, entrenó a Chan para usar dicha indumentaria en una de las escenas de combate de la cinta.